# لويس دي ميلان
لويس دي ميلان (بالإسبانية: Luis de Milán)‏ (و. 1500 – 1561 م) هو ملحن، وموسيقي إسباني، ولد في بلنسية، يستخدم آلات فيهيلا ‏، توفي في بلنسية، عن عمر يناهز 61 عاماً.